# Леннокс (порноакторка)
Ле́ннокс (англ. Lennox; 20 грудня 1970, Бруклін, Нью-Йорк) — американська порноакторка.

## Біографія
Народилась 20 грудня 1970 року в Брукліні, Нью-Йорк, зростала на Лонг-Айленді. За походженням італійка. У дитинстві була удочерена.
У 1995 році потрапила до порноіндустрії. Усього знялась у понад 150 фільмах, працювала з такими студіями, як Vivid, Rosebud, Private, New Sensations, VCA, Evil Angel, Sin City, Elegant Angel та ін. Також знімалась для чоловічих журналів. З'являлась на телевізійних шоу та радіопередачах Говарда Стерна.
28 травня 2007 року перенесла операцію зі збільшення грудей, після чого змінила сценічне ім'я на Бібі Ганн.

## Вибрана фільмографія
| Назва                                 | Студія         | Рік  |
| ------------------------------------- | -------------- | ---- |
| Ass Freaks 2                          | Rosebud        | 1995 |
| Bang City 5: Lennox's Anal Gang Bang  | Sin City       | 1995 |
| Sex Freaks                            | Evil Angel     | 1995 |
| Gangbusters                           | VCA            | 1995 |
| Jailhouse Nurses                      | Sin City       | 1995 |
| Video Virgins 22                      | New Sensations | 1995 |
| Dirty Little Secrets                  | Vivid          | 1996 |
| Private Gold 21: Hawaiian Ecstasy     | Private        | 1997 |
| Private Gold 25: When the Night Falls | Private        | 1997 |
| Big Titties of Europe                 | Elegant Angel  | 1998 |